# Chalicotheriidae
Los calicotéridos (Chalicotheriidae), del griego clásico χαλιξ (khalix), guijarro/grava, y θηρίον (thērion), "bestia", son una familia extinta de mamíferos del suborden de los ceratomorfos perteneciente al orden perisodáctilos conocidos popularmente como calicoterios, que vivieron desde hace 45 millones hasta hace 2 millones de años. Evolucionaron de animales pequeños, como Eotitanops, semejantes al Hyracotherium junto con los brontoterios con los que están relacionados; Chalicotheriidae es una de varias familias de ceratomorfos. También guardan relación con los rinocerontes, tapires y los hipomorfos (caballos) actuales.

## Características
Clasificados como ancilópodos, y a veces suborden independiente de perisodáctilos y relacionados, pero separados de los ceratomorfos, constan de dos familias: los eomorópidos, que fueron los primeros en aparecer y en general se parecen a otros ceratomorfos y la familia de los calicoterios propiamente dichos.
Al contrario de los perisodáctilos actuales, sus extremidades anteriores eran largas, y las posteriores, más cortas, con lo que modificaron su posición cuadrúpeda. No tenían dientes frontales, por lo que sólo podían comer hojas frescas. En las patas delanteras tenían garras enormes y curvadas, que probablemente usaban para agarrar las hojas de los árboles ya que eran ramoneadores en los bosques y es posible que se pusiesen de pie sobre sus patas traseras para alcanzar las ramas más altas. Un atributo interesante de los calicoterios es que se cree que algunos caminaban sobre sus nudillos, ya que los restos encontrados han mostrado nudillos frontales gruesos y desarrollados, similares a los de los gorilas. Eran incapaces de correr. En Sudamérica, los mamíferos placentarios meridiungulados denominados homalodoterios  son un notable ejemplo de convergencia evolutiva con los calicoterios. 
A menudo se ha descrito a los calicoterios como caballos con garras. La comparación sin embargo no es demasiado apropiada . Si bien la cabeza y el cuerpo se parecían un poco a los del caballo, las extremidades eran pesadas y no servían para correr.
La función de las garras se mantiene en el misterio. Tal vez las utilizara para desenterrar raíces y tubérculos, pero los dientes no presentan el grado de desgaste que corresponde a una dieta de este tipo. O tal vez las usara para agarrarse y trepar por el tronco de los árboles.  
Es posible que viviesen hasta épocas recientes. Aparecen unos animales parecidos a calicoterios en tumbas siberianas del siglo V antes de Cristo y su descripción coincide con el "oso nandi" de los bosques de Kenia. Sobrevivieron en el este de Asia y en el África central hasta hace 2 millones de años, con pocos cambios evolutivos.
Ancylotherium, "bestia ganchuda", castellanizado anciloterio, es un género de Chalicotheriidae.
Moropus  vivió durante el período Mioceno hace entre 26 y 15 millones de años. Sus restos fósiles se han encontrado en América del Norte.

## Taxonomía
Los calicotéridos incluyen unos 20 géneros, varios de ellos dudosos:

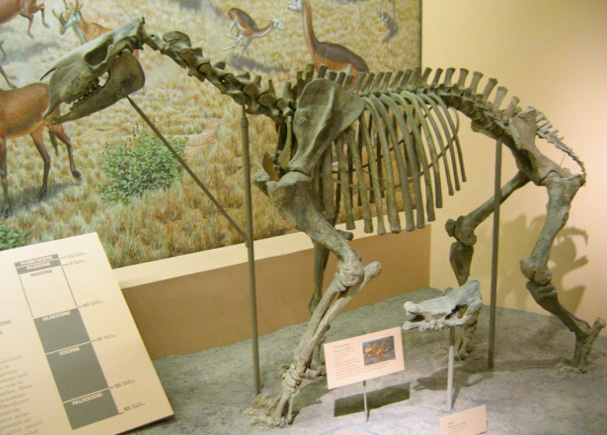
Moropus elatus.

?Olsenia
Litolophus
?Danjiangia (considerado a veces Brontotheroidea)
?Eomoropus
?Grangeria
Subfamilia Chalicotheriinae
Anisodon
Chalicotherium
Kalimantsia
Macrotherium
Nestoritherium
Subfamilia Schizotheriinae
Schizotherium
Ancylotherium
Borissiakia
Moropus
Phylotillon
Tylocephalonyx
?Huanghotherium
?Gansuodon
?Chemositia
Metaschizotherium